# アンドレ・マルシャル
アンドレ・マルシャル（André Marchal, 1894年2月6日 パリ - 1980年8月27日 サン＝ジャン＝ド＝リュズ）はフランスのオルガニスト・音楽教師。現代フランスにおけるパイプオルガン復興の立役者の一人である。
生まれつき全盲であった。パリ音楽院でオルガンをウジェーヌ・ジグーに師事して1913年に首席となり、1917年にはジョルジュ・コサードの対位法のクラスで最優秀賞を受賞した。
国立盲学校でオルガン教師を務める。1915年から1945年までサン・ジェルマン・デ・プレ大修道院のオルガニストに、1945年からサントゥスタシュ教会のオルガニストに任命される。1963年に、サントゥスタシュ教会のオルガンの修復に正規のオルガン建造職人を雇うべきかをめぐって対立し、オルガニストの職を降りた。
マルシャルは、即興演奏の比類なき名手としてフォーレのお墨付きを得たほどだった。門下より、ルイ・ティリーやジャン＝ピエール・ルゲら多くの逸材を世に送り出した。
1960年にレジオン・ドヌール勲章を、1965年に芸術文化勲章を受章。